# Деніел Луї Кастелланета
Деніел Луї «Ден» Кастелланета (* 29 жовтня 1957 року) — американський голосовий актор, кіноактор і комік, лавреат премії «Еммі», найбільш відомий озвучанням Гомера Сімпсона та інших персонажів в анімаційному серіалі телекомпанії «Фокс» «Сімпсони».

## Акторська кар'єра

### Сімпсони
У серіалі «Сімпсони» Кастелланета озвучує Гомера Сімпсона, «Діда» Абрахама Сімпсона, Барні Ґамбла, клоуна Красті, завгоспа Віллі, мера Джо Квімбі, Ганса Моулмена, Третього Номера Мела, Чуха, інопланетянина Кодоса, Арні Пая, Скотта Крістіана й інших. За роботу в серіалі актор тричі отримував премію «Еммі». Також він є автором сценаріїв кількох серій і з'являвся в ролі самого себе в серіях «Homer Simpson, This Is Your Wife» і «He Loves to Fly and He D'ohs».
Станом на 20 квітня 2007 року Кастелланета є виконавцем найбільш довготривалої ролі вигаданого пресонажу передачі американського телебачення класу «прайм-тайм».

### Інші роботи
- Дідусь Філ та кілька епізодичних ролей в аніфмаційному серіалі каналу «Nickelodeon» «Гей, Арнольде!»
- «Щось» у фільмі «Кіт у капелюсі»
- Робот-Диявол у «Футурамі»
- Головна роль в серіалі «Хробачок Джим»
- Оповідач у фільмі «Супер-брати Маріо»
- З'являвся в ігрових телесеріалах: «Перерваний розвиток», «Друзі», «Клініка», «Одружені ... та з дітьми», «Реба», «Альф», «Зоряна Брама», «Корова і Курча» та ін.
- Грав (озвучував) у художніх фільмах:
  - Сімпсони (2007)
  - Пошуки щастя (2006)
  - Кіт у капелюсі (2003)
  - Гей, Арнольде! (2002)
  - Пітер Пен: Повернення у Країну Ніколи (2002)
  - Сміх на 23-му поверсі (2001)
  - Космічний джем (1996)
  - Клієнт (1994)
  - Повернення Джафара (1994)
  - Супер-брати Маріо (1993)
  - Війна Роуз (1989)
  - К-9 (1989)

та ін.

## Особисте життя
Одружений із сценаристкою Деб Лакаста. Живе в Лос-Анджелесі.